# Kunting
Kunting ist eine Ortschaft im westafrikanischen Staat Gambia.
Nach einer Berechnung für das Jahr 2013 leben dort etwa 1310 Einwohner, das Ergebnis der letzten veröffentlichten Volkszählung von 1993 betrug 987.

## Geographie
Kunting liegt in der Central River Region im Distrikt Sami. Rund 6,9 Kilometer weiter südlich liegt Dobo.